# Gerard Gibbs
Gerard Gibbs, né le 16 novembre 1967 à Detroit dans l'état du Michigan, est un organiste et claviériste de jazz américain basé à Detroit, spécialisé dans l’orgue Hammond B-3. Il est particulièrement actif sur la scène jazz contemporaine, où il mène plusieurs projets musicaux.

## Parcours artistique
Gerard Gibbs commence sa carrière en tant qu’organiste jazz dans les années 1990. Il devient progressivement une figure reconnue de la scène jazz de Detroit. Il rend notamment hommage au style soul jazz et au hard bop à travers des formations qu’il dirige.
Il est le leader de deux ensembles principaux :
- Gérard Gibbs & ORGANized Crime : un trio d’orgue influencé par des musiciens comme Jimmy Smith et Richard "Groove" Holmes. Le groupe sort plusieurs albums, dont To Be Or Not To B-3 (2003) et Livin’ and Learnin’ (2006)[1].

- RYZ (prononcé "Rise") : un groupe de jazz contemporain dans lequel Gibbs explore des textures modernes, fusionnelles et électroniques[2].

En parallèle de ses projets personnels, Gibbs collabore avec plusieurs artistes et groupes reconnus tels que Marion Meadows, Ronnie Laws, James Carter et Pieces of a Dream.

## Autres activités
En dehors de sa carrière musicale, Gérard Gibbs travaille également comme ingénieur en architecture pour la ville de Détroit.

## Discographie sélective
- 2003 : To Be Or Not To B-3 – Gerard Gibbs & ORGANized Crime
- 2006 : Livin' and Learnin' – Gerard Gibbs & ORGANized Crime